# 西江鲇
西江鲇（学名：Silurus gilberti）为鲇科鲇属的鱼类。在中国，分布于西江水系等。该物种的模式产地在广西龙州。